# GKIDS
GKIDS é uma distribuidora de filmes estadunidense com sede na cidade de Nova Iorque. A empresa distribuí filmes internacionais aclamados pela crítica, em sua maioria animações em 2D — como os trabalhos do estúdio de animação japonês Studio Ghibli — além de produções computorizadas, de cineastas independentes e em stop motion. Embora se diga que o nome da companhia é um acrónimo de "Guerrilla Kids International Distribution Syndicate", é geralmente referida como "GKIDS", e está legalmente registada como tal no estado de Nova Iorque.

## História
A GKIDS foi fundado em 2008 por Eric Beckman, que anteriormente foi co-fundador e diretor do Festival Internacional de Cinema Infantil de Nova Iorque com a sua esposa, Emily Shapiro. A empresa obteve o reconhecimento nacional com o lançamento de The Secret of Kells, em 2010, e o filme recebeu uma indicação para melhor filme de animação no Óscar 2010. Posteriormente, duas animações distribuídas pela GKIDS — Chico & Rita e Une vie de chat — também receberam indicações ao Óscar, ambas as nomeações foram consideradas altamente surpreendentes por pessoas dentro do cinema. Sendo a primeira vez que uma distribuidora independente tivesse dois filmes na categoria de "melhor filme animação" no mesmo ano.
Em setembro de 2011, a GKIDS anunciou a aquisição dos direitos de distribuição na América do Norte das produções do Studio Ghibli, que anteriormente eram detidas pela Walt Disney Studios Motion Pictures. A Walt Disney Studios Home Entertainment, no entanto, manteve os direitos de distribuição em home media no Japão e em Taiwan. Desde então, a GKIDS distribuiu três novos filmes do Studio Ghibli, Kokuriko-zaka Kara em 2013, Kaguya-hime no Monogatari em 2014, e Omoide no Marnie em 2015, e os inéditos em território norte-americano, Omoide Poro Poro e Umi ga Kikoeru em 2016.
Em 15 de outubro de 2024, a GKIDS foi adquirida pela Toho.

## Estilo e recepção
Enquanto os filmes distribuídos pela GKIDS abrangem uma vasta gama de nacionalidades, línguas e estilos de animação, a distribuidora concentra-se quase exclusivamente em "filmes de animação desenhados à mão", e a empresa depende fortemente da recepção crítica para atrair o público, em vez de campanhas de marketing de grande orçamento. Como resultado deste enfoque na animação artística e estilisticamente distinta, a GKIDS tem sido aclamada por críticos e animadores descrita como "uma das mais notáveis empresas de distribuição independente nos EUA".